# Godless Savage Garden
Godless Savage Garden – kompilacja utworów norweskiej grupy black metalowej Dimmu Borgir wydana w 1998 roku przez wytwórnię Nuclear Blast.

## Lista utworów
Źródło.
1. „Moonchild Domain” – 5:24
2. „Hunnerkongens Sorgsvarte Ferd Over Steppene” (The King of the Huns’ Sorrowful Black Journey over the Plains – re-recording) – 3:05
3. „Chaos Without Prophecy” – 7:09
4. „Raabjørn Speiler Draugheimens Skodde” (Raabjørn is Mirrored in the Mist of Draugheimen – re-recording) – 5:03
5. „Metal Heart (Accept cover)” – 4:40
6. „Stormblåst (Stormblown) (live)” – 5:09
7. „Master of Disharmony (live)” – 4:27
8. „In Death’s Embrace (live)” – 6:15
9. „Spellbound (By the Devil) (live)” – 4:45 (utwór dodatkowy)
10. „Mourning Palace (live)” – 5:67 (utwór dodatkowy)